# Les Borges del Camp
Les Borges del Camp (em catalão e oficialmente) ou Borjas del Campo (em castelhano) é um município da Espanha, na comarca do Baix Camp, província de Tarragona, comunidade autónoma da Catalunha. Tem 8,23 km² de área e em 2021 tinha 2 104 habitantes (densidade: 255,7 hab./km²). Limita com os municípios de Alforja, Maspujols, Riudoms e Botarell.